# 陈鹭芸
陈鹭芸（1977年6月7日—2015年12月23日），福建厦门人，中国女子篮球运动员，曾参加2004年夏季奥林匹克运动会女子篮球比赛，获得第九名。2015年12月，陈鹭芸因患大肠癌逝世。